# Bjørnar Vestøl
Bjørnar Vestøl (Grimstad, Aust-Agder, 28 de maig de 1974) va ser un ciclista noruec, professional des del 1998 al 2004. Un cop retirat es va dedicar a la direcció esportiva.

## Palmarès
- 1997
  - Vencedor d'una etapa a la Volta a Suècia
- 1998
  - Vencedor d'una etapa a la Ster der Beloften
- 1999
  - 1r al Gran Premi de Lillers
  - Vencedor d'una etapa al Tour de Langkawi
  - Vencedor d'una etapa al Gran Premi Ringerike
- 2000
  - 1r a la Volta a Holanda del Nord
  - Vencedor d'una etapa al Circuito Montañés
- 2001
  - 1r a la Volta a Düren
  - Vencedor d'una etapa a la Volta a Hessen
- 2004
  -  Campió de Noruega en contrarellotge per equips

### Resultats al Giro d'Itàlia
- 2000. 125è de la classificació general